# TTBK2
TTBK2‏ (Tau tubulin kinase 2) هوَ بروتين يُشَفر بواسطة جين TTBK2 في الإنسان.